# Каляо
Каля̀о (на испански: Callao) е град в Перу, разположен на около 11 километра западно от историческия център на столицата Лима и практически се е слял с нея, образувайки така най-голямата агломерация в страната.
По данни от 2011 година Каляо има население малко повече от 800 хиляди души.
В Каляо се намира международното летище „Хорхе Чавес“ - основен авио-транспортен център в Перу и един от най-важните в Южна Америка. Той е и най-голямото и важно перуанско пристанище. В миналото много мореплаватели, като Алаваро де Менданя и Нейра, Педро Фернандес де Кирос и норвежкият морски биолог Тур Хейердал, са използвали Каляо за отправна точка на своите експедиции.
На 2 май 1866 година по време на Битката при Каляо е отблъснат опитът на Испания да си върне властта над Перу.

## Побратимени градове
- Валпараисо, Чили